# The Great Gig in the Sky
«The Great Gig in the Sky» (El gran concierto en el cielo) es la quinta canción compuesta por Richard Wright e interpretada vocalmente por Clare Torry, grabada y publicado por la banda de rock progresivo Pink Floyd, lanzado el 1 de marzo de 1973, como parte del álbum The Dark Side of the Moon.

## Contexto
Originalmente fue llamada «The Mortality Sequence» (La secuencia de la mortalidad), «The Religion Song» (La canción de la religión) y «Ecclesiastes» (este nombre es previo a la inclusión en el disco, y se debe a que durante las interpretaciones en vivo, se leían versículos del libro de Eclesiastés, de la Biblia).

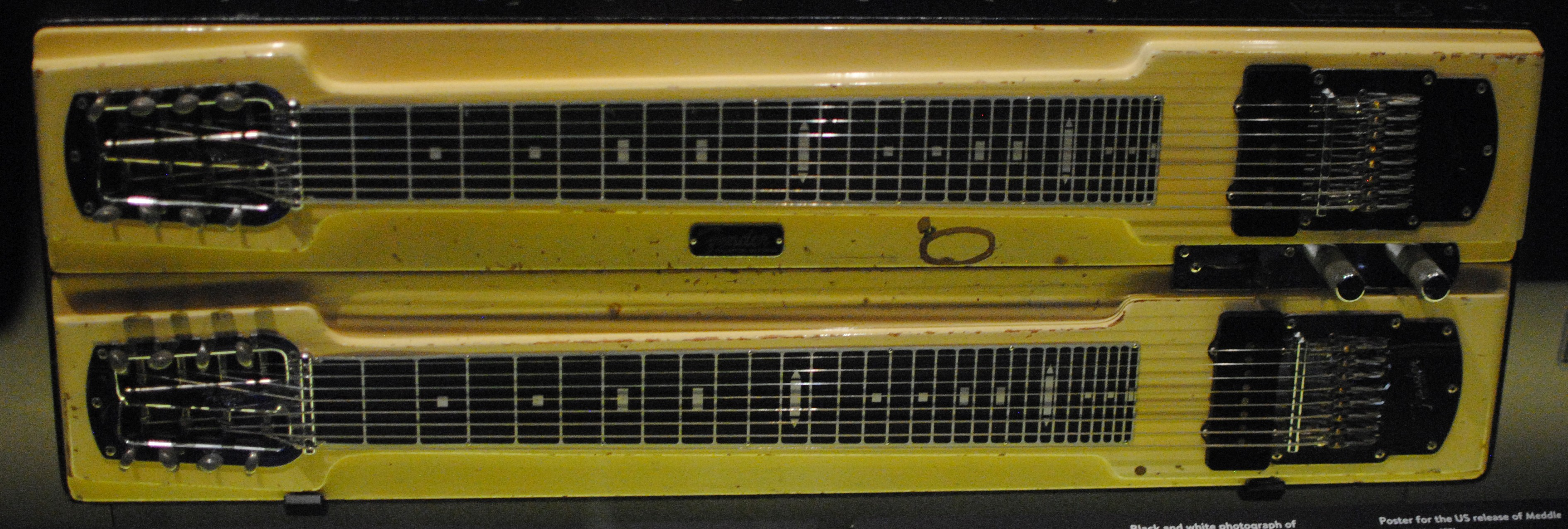
Fender 'Duo 1000'

Es una canción inspirada en la tristeza y la inminencia de la muerte, enfatizada por la voz protagonista de Clare Torry, con quien Alan Parsons había trabajado previamente y la llamó para esta grabación. En un principio le iban a pagar aproximadamente 15 dólares, pero al grabar, decidieron que era demasiado poco para el talento que ella tenía. Cuando se disponían a grabar la voz, los Floyd dieron como únicas instrucciones a Torry: "Piensa en la muerte o en algo horrible y canta". La cantante, tras acabar, salió avergonzada y pidiendo disculpas; lo que sorprendió a los miembros de la banda, a quienes encantó su improvisación.
Luego de tres tomas, se realizó la mezcla y quedó lista la edición. Pink Floyd unánimemente acordó en la inclusión de las tomas.

## Voces habladas
Las voces que se escuchan durante el tema son de Gerry O'Driscoll, portero de Abbey Road, quien recita:

"And I am not frightened of dying, any time will do I don't mind. Why should I be frightened of dying, there's no reason for it you've got to go some time"

Traducida al español:

"Y no tengo miedo de morir, cualquier momento está bien, no me importa. ¿Por qué debería tener miedo de morir?, no hay razón para ello, tienes que irte en algún momento."

y de Myfawny Watts, quien dice:

"I never said I was frightened of dying"

"Nunca dije que tuviese miedo de morir."

## Versiones desde 1987 yPulse
Cuando Pínk Floyd se separó de Roger Waters, lanzó su álbum A Momentary Lapse of Reason e hizo su gira, para esta canción, Gilmour contrató a Rachel Fury, Durga McBroom y a su hermana Lorelei. Y para usar el video de donde se ponía en el famoso círculo proyector se dio crédito a Gilmour del video de 1973. Ya para 1994 cuando lanzó Pink Floyd su álbum The Division Bell e hizo su gira del mismo álbum, crearon otro video (Screen Film) de lo mismo y contrataron de nuevo a la cantante que participó en la gira de A Momentary Lapse of Reason, Durga McBroom, a Sam Brown y Claudia Fontaine.

## El lado oscuro del arcoíris
«The Great Gig in the Sky», es una canción que tiene una relevancia especial en el fenómeno conocido como The Dark Side of the Rainbow (El lado oscuro del arcoíris). Cuando el álbum es escuchado como música de fondo de la película El Mago de Oz, numerosas imágenes de la cinta parecen coincidir con la música y las letras. Los miembros de Pink Floyd han afirmado que el fenómeno no fue premeditado, es sólo una coincidencia.
El comienzo de la canción marca el comienzo de la escena en la cual un tornado que se lleva la casa a la Tierra de Oz, el vuelo o "baile" de la casa, "en el cielo" se da durante la duración de la canción. En la pantalla se puede ver a la casa girando y girando entre las nubes. Cuando el tornado cede en su fuerza, es cuando la canción cesa en intensidad y tensión.
Curiosamente, la película pasa del blanco y negro al color, cuando Dorothy llega a la Tierra de Oz. Esto coincide con el fin de la canción y también del primer lado del LP.
Al comenzar el segundo lado del disco, se escuchan las monedas de la canción «Money» (Dinero), mientras en la pantalla se ven las primeras imágenes en color de la película, y también de la Tierra de Oz. El dinero es normalmente asociado con el concepto de mejor calidad de vida y contiene un atractivo que, en la película, se enfatiza perfectamente con el contraste de blanco y negro/color.
En un nivel más caprichoso, se puede interpretar que la "muerte" de la que se habla en la canción, puede ser reflejada en el hecho de que Dorothy, deja su vida normal para pasar a una vida onírica y de fantasía, luego de una catástrofe, como la que significa un tornado.

## Créditos

### Pink Floyd
- Roger Waters: bajo.
- David Gilmour: guitarra.
- Richard Wright: piano Steinway y órgano Hammond.
- Nick Mason: batería.

### Otros participantes
- Clare Torry: voz.
- Gerry Driscoll y Myfawny Watts: voces.

## Posicionamiento
| Gráfica (2023)                              | Pico de posición |
| ------------------------------------------- | ---------------- |
| Reino Unido (UK Rock & Metal Singles Chart) | 15               |